# Зоопарк Шицзячжуан
Зоопарк Шицзячжуан 石家庄 动物园 (Shí-jiā-zhuāng dòng-wù-yuán) — зоопарк в місті Шицзячжуан, адміністративному центрі провінції Хебей.
Заснований у 1954 році зоопарк спочатку був розташований в центрі міста, поруч із Народним парком (人民公园), але в 1983 році був перенесений в західну частину міста. Адреса зоопарку: Zhōng-shān xī-lù 726 中山 西路726号. Займає територію 35.8 гектара.

### Сайти китайською мовою
- http://map.baidu.com/?newmap=1&s=inf%26uid%3Dd68d38f8f7fb2fddbbdf8f55%26c%3D150%26all%3D0&fr=alas0
- http://zhidao.baidu.com/question/24976691.html [Архівовано 5 травня 2007 у Wayback Machine.]
- http://zhidao.baidu.com/question/243156797.html
- http://zhidao.baidu.com/question/20531112.html [Архівовано 16 липня 2007 у Wayback Machine.]
- http://news.qq.com/a/20080311/006511.htm [Архівовано 27 серпня 2014 у Wayback Machine.]